# Rêu lá vẩy
Taxiphyllum taxirameum là một loài Rêu trong họ Hypnaceae. Loài này được (Mitt.) M. Fleisch. miêu tả khoa học đầu tiên năm 1923.